# マックスバリュ中京
マックスバリュ中京株式会社（マックスバリュちゅうきょう、MaxValu Chukyo Co.,Ltd.）は愛知県・岐阜県の一部でイオングループのスーパーマーケット（マックスバリュ）を展開していた企業である。

## 概要
イオンリテールが総合小売業（GMS）に特化することに伴い、事業を再編し中京地方におけるスーパーマーケット事業を地域密着での展開を目指して、2010年2月21日に分社化した。
分社化当初はイオンリテールから譲渡された愛知県と岐阜県のマックスバリュ11店舗を運営していたが、4店舗をイオンビッグが展開するザ・ビッグへ統合する為に順次閉店させ、一方で4店舗を新規開業した為、消滅直前の運営店舗数は当初と変わらず同じ11店舗だった。またこの他にも2店舗の出店を予定していた。
また、マックスバリュ中部では2010年4月から、毎月7日に行政が発行する子育て支援カードを提示すると5%割引が受けられる「ナイスデー」を展開しているが、当社でも2011年3月から「ナイスキッズデー」として同様のサービスを開始した。
元々当社とマックスバリュ中部は愛知県・岐阜県において運営エリアが重複されていたが、運営エリアの重複解消や本社機能のスリム化を目的に2012年9月25日にマックスバリュ中部との合併契約が締結され、2013年3月1日に吸収合併することを発表。当初の予定通り、マックスバリュ中部へ合併され当社は解散となった。この合併により岐阜県においてはエリア重複が解消、愛知県においてもマックスバリュ東海が運営する4店舗（豊橋・西尾地区、当時）を除く全店舗が統一された。なおその後の2019年9月にはマックスバリュ東海がマックスバリュ中部を吸収合併したため、愛知県全域で運営会社が統一された。

## 沿革
- 2010年（平成22年）2月21日 - イオン株式会社の完全子会社として設立。イオンリテール株式会社から愛知県・岐阜県内の11店舗を吸収分割により継承する。
- 2011年（平成23年）
  - 7月16日 - マックスバリュ千種若宮大通店が品揃えを強化した新業態「マックスバリュグランド」店舗としてリニューアルオープン[2]。
  - 9月1日 - 分社化後初の新店舗であるマックスバリュ清須春日店をオープン[3]。
  - 9月20日 - マックスバリュ養老店が閉店（メガマート跡地に同年10月7日にオープンしたザ・ビッグ養老店へ移行）。
  - 11月14日 - マックスバリュ輪之内店が閉店（メガマート跡地に同年12月2日にオープンしたザ・ビッグ輪之内店へ移行）。
  - 11月28日 - マックスバリュ岐阜池田店が閉店（同年12月16日に一足早く閉店していたメガマート岐阜池田店と統合し、ザ・ビッグエクストラ岐阜池田店としてオープン）。
- 2012年（平成24年）
  - 5月14日 - 決算期を2月20日から2月末日に変更。
  - 5月31日 - 愛知県春日井市に同社初の都心型小規模店舗であるマックスバリュエクスプレス勝川駅店をオープン[4]。
  - 6月1日 - 有松駅前店が7:00開店実施（当初は9月2日までだったが、通年に変更）。
  - 6月17日 - マックスバリュ刈谷店が閉店（メガマート跡地に同年6月29日にオープンしたザ・ビッグエクストラ刈谷店へ移行）。
  - 6月28日 - 愛知県知多市に同エリアでは初出店となるマックスバリュ知多新知店をオープン[5]。
  - 11月1日 - 岐阜県各務原市にマックスバリュ各務原那加店をオープン[6]。
- 2013年（平成25年）3月1日 - マックスバリュ中部株式会社へ吸収合併し解散。現行店舗は全て同社の店舗として引き継がれた。

## 店舗
当社は愛知県と岐阜県の「マックスバリュ」を運営していた。上述の通り、マックスバリュ中京の設立時点では11店舗、マックスバリュ中部への合併時点でも11店舗を運営していた。公式サイトの店舗一覧（2011年7月5日現在・2013年2月2日現在）も参照。
マックスバリュ中京の設立当初からマックスバリュ中部への合併まで運営していた店舗（7店）
- 愛知県 - 太閤店・グランド千種若宮大通店[注 1]・徳川明倫店・大府店・有松駅前店
- 岐阜県 - 大垣東店・各務原店

マックスバリュ中京当時に新規開店し、マックスバリュ中部への合併まで運営していた店舗（4店）
- 愛知県 - 清須春日店・エクスプレス勝川駅店・知多新知店
- 岐阜県 - 各務原那加店

マックスバリュ中京当時に閉店した店舗（4店）
- 愛知県 - 刈谷店
- 岐阜県 - 岐阜池田店・養老店・輪之内店
  - 何れも、同所または近隣にイオンビッグ運営の「ザ・ビッグ」（刈谷店と岐阜池田店は「ザ・ビッグ エクストラ」）を開店させるため閉店となった。

なお愛知県・岐阜県共に、以下の他のマックスバリュ運営会社によるマックスバリュも所在していた。特に愛知県の名古屋市や春日井市ではマックスバリュ中京とマックスバリュ中部の店舗が併存していた。マックスバリュ中部が当社を合併したことで運営会社が岐阜県全域で一本化、愛知県も西部（尾張地区）は一本化された。更に2019年9月にはマックスバリュ東海がマックスバリュ中部を吸収した為、愛知県全域でも一本化された。
- マックスバリュ中部運営店舗 - 愛知県22店舗（鳩岡店・味鋺店*・若葉通店・一社店*・香流店*・砂田橋店・代官店*・自由ヶ丘店・今池店*・川原店*・御器所店*・篠原橋東店・福船店・昭和橋通店・港十番店・稲永店・扶桑店・木曽川店・小牧堀の内店・長久手店・米野木店・春日井坂下店）、岐阜県2店舗（岐南店・垂井店）
  - うち、「*」印は元マックスバリュ名古屋の店舗。
- マックスバリュ東海運営店舗 - 愛知県4店舗（幸田店・豊橋橋良店・豊橋南店・西尾店）